# Lucía González Blanco
Lucía González Blanco (Viella, Siero, Astúries, 9 de juliol de 1990) és una ciclista espanyola. Professional des del 2010, actualment milita a l'equip Lointek. Combina la carretera amb el ciclocròs.
La seva germana Alicia també s'ha dedicat al ciclisme.

## Palmarès en ciclocròs
- 2009-2010
  -  Campiona d'Espanya sub-23 en ciclocròs
- 2012-2013
  -  Campiona d'Espanya en ciclocròs
- 2015-2016
  - 1a al Ciclocròs de Karrantza
- 2017-2018
  - 1a al Ciclocròs Ciutat de València
  - 1a al Ciclocròs de Karrantza
  - 1a al Abadinoko Udala Saria Ziklokrosa
- 2018-2019
  - 1a al Ciclocròs de Marín
- 2019-2020
  -  Campiona d'Espanya en ciclocròs
  - 1a al Ciclocròs de Llodio
  - 1a al Ciclocròs de Elorrio
  - 1a al Gran Premi Ciudad de Pontevedra
  - 1a al Ciclocròs Ciudad de Valencia
  - 1a al Ciclocròs de Les Franqueses del Vallès
  - 1a al Trofeo Joan Soler de Ciclocross
  - 1a al Gran Premi Internacional Ciutat de Vic
  - 1a al Abadiñoko Udala Saria
  - 1a al Trofeu San Andrés - Ametzaga Zuia
  - 1a al Ciclocròs de Igorre
  - 1a al Ciclocròs de Crouchaux Coulounieix - Chamiers
- 2020-2021
  -  Campiona d'Espanya en ciclocròs
  - 1a al1a a la Copa d'Espanya de ciclocròs
  - 1a al Trofeu de Ciclocròs Sueca
  - 1a al Ciclocròs Ciudad de Xàtiva
  - 1a al Ciclocròs Ciudad de Valencia
- 2021-2022
  -  Campiona d'Espanya en ciclocròs
  - 1a al Gran Premi Ciudad de Pontevedra
  - 1a al Ciclocròs de Karrantza
  - 1a al Ciclocròs de Les Franqueses del Vallès
  - 1a al Ciclocròs International Xaxancx - Marin-Pontevedra
  - 1a al Ciclo-cross Ciudad de Xàtiva
  - 1a al Ciclocròs Ciudad de Valencia
- 2022-2023
  -  Campiona d'Espanya en ciclocròs
  - 1a a la Copa d'Espanya de ciclocròs
  - 1a al Trofeu Villa de Gijón
  - 1a al Gran Premi Ciudad de Pontevedra
  - 1a al Ciclocròs de Llodio
  - 1a al Ciclocròs Internacional Ciudad de Tarancón
  - 1a al Ciclo-cross Ciudad de Xàtiva
  - 1a al Ciclocròs Ciudad de Valencia
  - 1a al Ciclocròs de Igorre
  - 1a al Ciclocròs Internacional con Da Romaiña-concello de Sanxenxo
- 2023-2024
  -  Campiona d'Espanya en ciclocròs

## Palmarès en ruta
- 2010
  - 1a a la Copa d'Espanya sub-23
- 2014
  - 1a al Gran Premi Muniadona